# Казімеж Нітч
Казімєж Іґнацій Нітч (нар. 1 лютого 1874 — 26 вересня 1958) — польський мовознавець-славіст, історик польської мови та діалектолог. Один із співзасновників Товариства любителів польської мови, у 1919—1958 роках редагував орган товариства «Польська мова»… У 1901 році розпочав діалектологічні дослідження на Кашубії. Президент Польської академії мистецтв і наук.

## Життєпис
Син Максиміліана Нітча, польського архітектора. Освіту здобув у гімназії святої Анни. У 1903 році отримав стипендію Академії мистецтв і наук, і поїхав на навчання до Праги та Парижа. Після повернення у 1904 році почав досліджувати поморські говірки. У 1908 році отримав ступінь доктора філософії під керівництвом Яна Розвадовського за роботу «Відносини спорідненості лехітських мов». У 1911 році став доцентом Ягеллонського університету і працював разом з Яном Лосем. У 1917 році переїхав до Університету Яна Казимира у Львові і зайняв там незалежну посаду професора польської мови, але в 1920 році повернувся до Ягеллонського університету, щоб зайняти посаду професора слов'янської філології, яку залишив Ян Лось, а після його смерті в 1928 році також і кафедру польської мови.
Належав до провідних польських наукових академій, таких як Польська академія навчання (1911 р. член-кореспондент, 1924 р. дійсний член), Польська академія наук (1952 р. дійсний член), Варшавське наукове товариство (1932 р. дійсний член). Був експертом польської делегації на Паризькій мирній конференції 1919 року, займався географічними та етнографічними питаннями. У 1939 році вийшов на пенсію. 6 листопада 1939 року був заарештований в рамках операції «Зондерактіон Кракау», ув'язнений у Заксенгаузен, звідки був звільнений у лютому 1940 року.
У 1946—1952 роках був президентом ПАН, з 1952 року — дійсним членом Польської академії наук, у 1952—1957 роках — віце-президентом Польської академії наук, а в 1952—1958 роках — членом її президії. Після війни був членом Комісії з визначення географічних назв.
Похований на Раковицькому кладовищі у Кракові.
Його дружиною була Анеля Грушецька, письменниця, дочка Артура Грушецького, письменника і журналіста. Двоюрідним братом Казімєжа був Роман Нітч, мікробіолог, член Польської академії мистецтв і наук.